# Zum Heiligen Kreuz (Brinkum)

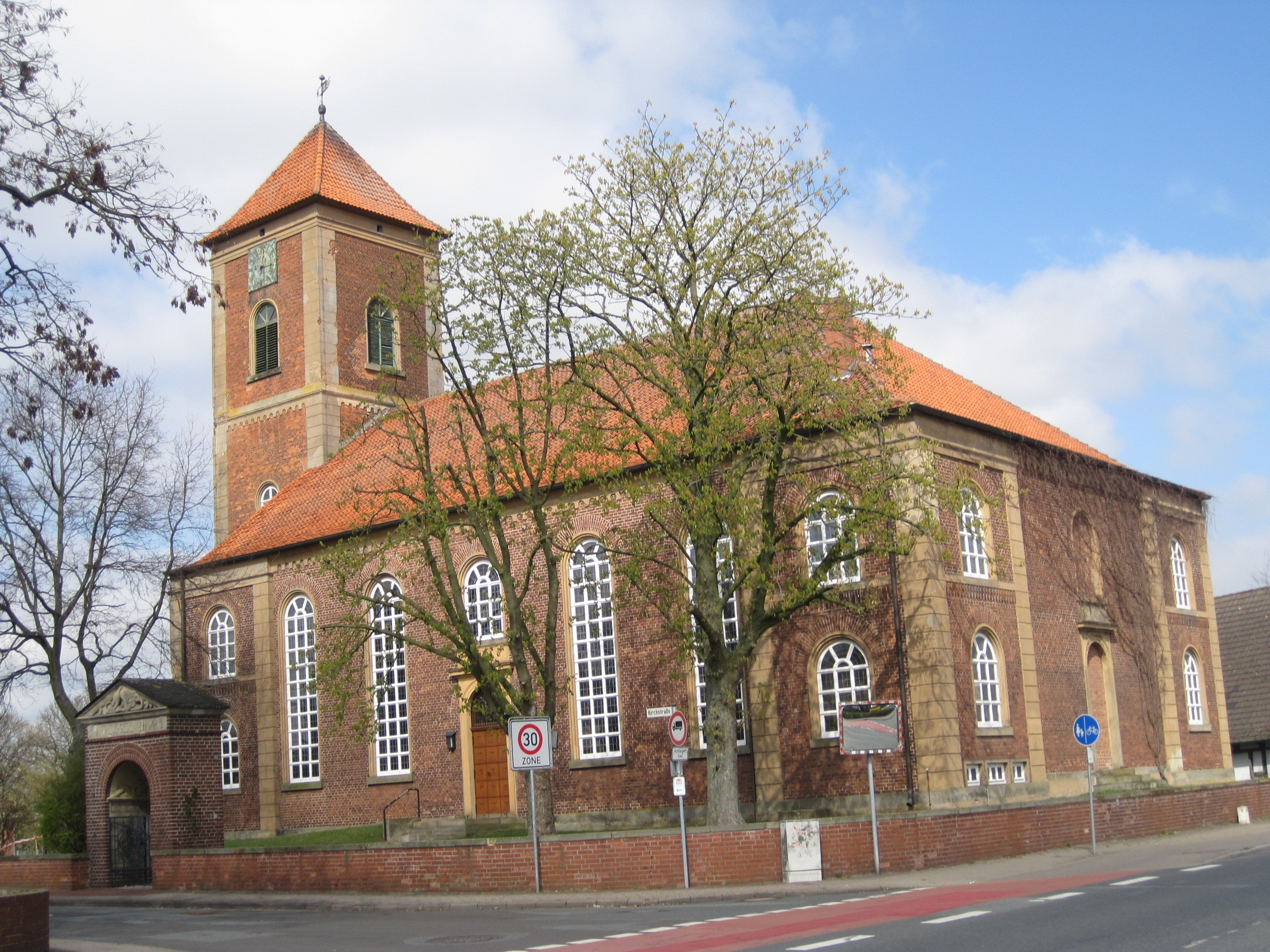
Kirche zum Heiligen Kreuz

Die evangelisch-lutherische denkmalgeschützte Kirche zum heiligen Kreuz steht in Brinkum, einem Ortsteil der Gemeinde Stuhr im Landkreis Diepholz von Niedersachsen. Die Kirchengemeinden in Brinkum, in Heiligenrode und in Seckenhausen arbeiten seit Anfang 2007 in einer Arbeitsgemeinschaft zusammen. Sie gehören zum Kirchenkreis Syke-Hoya im Sprengel Osnabrück der Evangelisch-lutherischen Landeskirche Hannovers.

## Geschichte
Die kirchlichen Anfänge des Ortes Brinkum gehen bis ins 11. Jahrhundert zurück. In drei Urkunden aus den Jahren 1171 bis 1201 ist von einer "zu errichtenden Kirche" die Rede. Ein Kirchengebäude wird aber zum ersten Mal in einer Urkunde aus 1384 erwähnt. Das mittelalterliche Kirchengebäude war eine Saalkirche mit eingezogenem rechteckigem Chor und quadratischem Kirchturm im Westen. Bereits 1657 wird der schlechte Bauzustand vermerkt. Das alte Kirchengebäude wurde 1841 abgerissen und 1842 durch eine klassizistische Saalkirche von Ludwig Hellner ersetzt, die am 19. Februar 1843 eingeweiht wurde. Die Kirche brannte am 15. April 1945 infolge von Kriegshandlungen vollständig aus. Gerettet werden konnte nur das Altarkreuz aus dem Jahre 1843, welches heute im Vestibül des Turms zu sehen ist. 1948/55 entstand nach Plänen von Ernst Witt eine moderne dreischiffige Hallenkirche mit geradem Abschluss im Osten aus Ziegelmauerwerk, die am 21. August 1955 eingeweiht wurde. 1962 erhielt die Kirche den Namen „Zum Heiligen Kreuz“.

## Beschreibung
Äußerlich wurde die Kirche nach dem Zweiten Weltkrieg fast unverändert wiederaufgebaut. Nicht wiederhergestellt wurde die umlaufende Empore, die den Innenraum bis 1945 prägte. Der rechteckige Altarraum ist durch einen halbrunden Chorbogen vom Kirchenschiff mit flacher Decke abgeteilt. An den Ecken des Kirchenschiffs sind seitlich flache Risalite. In der mittleren Achse der Längswände und in der Achse der Wand zur Hauptstraße im Osten befindet sich je ein rundbogiges Portal. In den übrigen Achsen sind hohe Bogenfenster. Der Kirchturm im Westen mit quadratischen Grundriss ist mit einem niedrigen Pyramidendach bedeckt. In der Turmhalle wurde eine Gedenkstätte für die Kriegsopfer eingerichtet.
Die Kirchenausstattung entspricht dem Stil die Wiederaufbauzeit. Der Altar fand seinen Platz im rechteckigen Chor unter einem hohen Bogen. Die Altarwand mit einem hängenden Kruzifix und den Symbolen der vier Evangelisten gestaltete 2002 Werner Petzold. An den Chor wurde die Sakristei angebaut. 
Die 1842/43 gebaute Orgel war 1945 zerstört worden. 1957/58 erfolgte durch Alfred Führer ein Neubau mit 25 Registern, verteilt auf zwei Manuale und ein Pedal.
Im Kirchturm hängen vier Kirchenglocken aus Bronze. Die älteste und größte wurde 1721 von Henrich Bringmann, Bremen gegossen; sie hat einen Durchmesser von 93 cm und klingt auf g′. Sie musste 1941 zu Rüstungszwecken abgegeben werden, wurde aber nicht eingeschmolzen und ist seit 1950 wieder in Brinkum. Die jüngeren Glocken aus dem Jahr 1953 wurden von der Glocken- und Kunstgießerei Rincker in Sinn (Hessen) gegossen. Glocke 2 mit dem Schlagton a’ ist die Bet- und Trauglocke, Glocke 3 ist die Jugendglocke und klingt auf h′ und Glocke 4 klingt als Taufglocke auf dem Ton c″.